# Intervention (programa de televisión)
Intervention es un programa de telerrealidad estadounidense emitido por A&E. 
Cada capítulo sigue a varios participantes, los cuales sufren algún tipo de adicción y que creen que están siendo filmados para un documental sobre adicciones. En realidad, sus adicciones son documentadas en anticipación de una intervención con sus familias y amigos. Los participantes pueden elegir entre ir a un centro de rehabilitación inmediatamente, o correr el riesgo de perder contacto con sus seres queridos. Frecuentemente, otras tácticas son usadas para convencer a la persona de que necesita tratamiento. Estas tácticas suelen variar según la situación. Los productores generalmente siguen al enfermo durante varios meses para filmar sus progresos o retrocesos en la lucha contra su adicción.
A pesar de que programas como Intervention generalmente predican algún tipo de mensaje moral, la propuesta de A&E tiende a abstenerse de opinar. Así, la interpretación de lo mostrado queda a cargo del espectador.
Cada intervención es dirigida por uno de los cuatro especialistas del programa: Jeff VanVonderen, Candy Finnigan, Ken Seeley o Tara Fields.
En el pasado, adicciones mostradas en el programa incluyeron:
- adicción al sexo
- alcoholismo
- anorexia
- bulimia
- drogadicción
- ludopatía
- compra compulsiva
- adicción a las cirugías estéticas
- autoflagelación
- adicción a los videojuegos
- adicción a la ira